# Tina Cole
Tina Cole (Califórnia, 4 de agosto de 1943) é uma atriz e cantora norte-americana. Ficou conhecida por seu papel como Katie Miller Douglas na década de 60 na comédia My Three Sons (1967-1972).